# Väinö Suvivuo
Väinö Suvivuo   (Hamina, 17 de febrer de 1917 - Lahti, 2 de maig de 1985) fou un atleta finlandès, especialista en curses de tanques, que va competir entre finals de la dècada de 1930 i començaments de la de 1950.
El 1952 va prendre als Jocs Olímpics d'Estiu de Hèlsinki, on quedà eliminat en sèries en la prova dels 110 metres tanques del programa d'atletisme. En aquests mateixos Jocs fou l'encarregat de portar la bandera finlandesa durant la cerimònia inaugural.
El 1946 va guanyar una medalla de bronze en els 110 metres tanques del Campionat d'Europa d'atletisme que es va disputar a Oslo, en finalitzar rere Håkan Lidman i Hippolyte Braekman. En el seu palmarès també destaquen set campionats nacionals d'aquesta mateixa especialitat, el 1939, 1945, 1948, 1949, 1950, 1952 i 1953 i els campionats de salt de llargada aturat i triple salt aturat de 1937.

## Millors marques
- 100 metres. 11.1"
- 110 metres tanques. 14.6" (1953)
- Triple salt aturat. 10,28 metres. Rècord nacional[1][5]